# Rundsav
En rundsav er en sav med motor, hvor klingen er udført på en rund skive med tænder til atsave i forskellige materialer med roterende bevægelser. En hulsav er benytter også roterende bevægelser, men adskiller sig fra en rundsav. Den blev opfundet i slutningen af 1700-tallet, og i 1800-tallet blev de almindelige på savværker i USA.
Rundsave er et værktøj, der bruges til at skære i en lang række forskellige materialer som træ, sten, plastik og metal, og de kan enten være håndholdte eller monteret på et stativ. Normal anvendes en elektrisk motor til drive klingen rundt, men de kan også være benzinmotor eller en hydraulikmotor.